# 糠野目村
糠野目村（ぬかのめむら）は山形県東置賜郡にあった村。現在の高畠町西端、奥羽本線高畠駅の概ね西側一帯および南陽市大橋にあたる。

## 地理
- 河川: 最上川、鬼面川、屋代川

## 歴史
- 1889年（明治22年）4月1日 - 町村制の施行により、糠野目村、小其塚村、上平柳村、蛇口村、夏茂村、福沢村、石岡村、大橋村、山崎村の区域をもって発足。
- 1955年（昭和30年）4月1日 - 社郷町に編入。社郷町は即日改称して高畠町となる。同日糠野目村廃止。
- 1957年（昭和32年）4月1日 - 旧村域であった大橋の全域と石岡の一部が赤湯町に編入。

## 交通

### 鉄道路線
- 日本国有鉄道
  - 奥羽本線
    - 糠ノ目駅（現: 高畠駅）
- 山形交通（現: ヤマコー）
  - 高畠線
    - 糠ノ目駅

### 道路
- 一級国道
  - 国道13号

現在は旧村域を米沢南陽道路が通過するが、当時は未開業。